# Draconarius ovillus
Draconarius ovillus là một loài nhện trong họ Amaurobiidae.
Loài này thuộc chi Draconarius. Draconarius ovillus được Yajun Xu & S. Q. Li miêu tả năm 2007.